# Campeonato da Europa de Atletismo de 2022 - Salto em distância feminino
A prova do salto em distância feminino do Campeonato da Europa de Atletismo de 2022 foi disputada entre os dias 16 a 18 de agosto de 2022, no Estádio Olímpico de Munique, em Munique na Alemanha.

## Recordes
Antes desta competição, os recordes mundiais e do campeonato nesta prova eram os seguintes:
|                       | Nome               | Nacionalidade     | Distância | Local           | Data                 |
| --------------------- | ------------------ | ----------------- | --------- | --------------- | -------------------- |
| Recorde mundial       | Galina Chistyakova | União Soviética   | 7m 52cm   | São Petersburgo | 11 de junho de 1988  |
| Recorde europeu       | Galina Chistyakova | União Soviética   | 7m 52cm   | São Petersburgo | 11 de junho de 1988  |
| Recorde do campeonato | Heike Drechsler    | Alemanha Oriental | 7m 30cm   | Split           | 28 de agosto de 1990 |

## Medalhistas
| Ouro               | Prata                 | Bronze               |
| Ivana Vuleta (SRB) | Malaika Mihambo (GER) | Jazmin Sawyers (GBR) |

## Cronograma
Todos os horários são locais (UTC+2).
| Data         | Hora  | Evento       |
| ------------ | ----- | ------------ |
| 16 de agosto | 09:50 | Qualificação |
| 18 de agosto | 21:08 | Final        |

## Resultados

### Qualificação
Qualificação: Desempenho de 6.75 m (Q) ou os 12 melhores qualificados (q). 
| Posição | Grupo | Atleta                | Nacionalidade | #1   | #2   | #3   | Resultados | Notas |
| ------- | ----- | --------------------- | ------------- | ---- | ---- | ---- | ---------- | ----- |
| 1       | A     | Malaika Mihambo       | Alemanha      | x    | 6.99 |      | 6.99       | Q     |
| 2       | A     | Maryna Bekh-Romanchuk | Ucrânia       | x    | x    | 6.87 | 6.87       | Q,    |
| 3       | A     | Milica Gardašević     | Sérvia        | 6.83 | 0 !  | 0 !  | 6.83       | Q, =  |
| 4       | B     | Ivana Vuleta          | Sérvia        | x    | 6.53 | 6.67 | 6.67       | q     |
| 5       | B     | Larissa Iapichino     | Itália        | 6.63 | –    | –    | 6.63       | q     |
| 6       | A     | Jazmin Sawyers        | Reino Unido   | x    | 6.60 | r    | 6.60       | q     |
| 7       | B     | Khaddi Sagnia         | Suécia        | 6.19 | 6.41 | 6.59 | 6.59       | q     |
| 8       | B     | Alina Rotaru          | Roménia       | x    | 6.32 | 6.58 | 6.58       | q     |
| 9       | A     | Yanis David           | França        | 6.44 | 6.51 | 6.57 | 6.57       | q     |
| 10      | B     | Jahisha Thomas        | Reino Unido   | 6.38 | 6.57 | x    | 6.57       | q,    |
| 11      | A     | Filippa Fotopoulou    | Chipre        | 6.54 | x    | 6.52 | 6.54       | q     |
| 12      | B     | Merle Homeier         | Alemanha      | 6.49 | x    | x    | 6.49       | q     |
| 13      | A     | Mikaelle Assani       | Alemanha      | x    | 6.43 | 6.46 | 6.46       |       |
| 14      | A     | Jogailė Petrokaitė    | Lituânia      | x    | 6.37 | x    | 6.37       |       |
| 15      | A     | Irati Mitxelena       | Espanha       | 6.14 | 6.34 | 6.36 | 6.36       |       |
| 16      | B     | Vasiliki Chaitidou    | Grécia        | 6.22 | 6.32 | 6.02 | 6.32       |       |
| 17      | A     | Diana Lesti           | Hungria       | x    | 6.29 | x    | 6.29       |       |
| 18      | B     | Maryse Luzolo         | Alemanha      | 6.28 | x    | 6.20 | 6.28       |       |
| 19      | B     | Evelise Veiga         | Portugal      | x    | 6.17 | x    | 6.17       |       |
| 20      | B     | Abigail Irozuru       | Grã-Bretanha  | x    | x    | 6.15 | 6.15       |       |
| 21      | B     | Anna Matuszewicz      | Polónia       | x    | 5.93 | x    | 5.93       |       |
| 22      | A     | Claire Azzopardi      | Malta         | 5.60 | 5.54 | x    | 5.60       |       |
| 23      | B     | Maelly Dalmat         | França        | x    | x    | x    | NM         |       |
| 23      | A     | Florentina Iusco      | Roménia       | x    | x    | x    | NM         |       |

### Final
A final ocorreu no dia 18 de agosto às 21:08.
| Posição           | Atleta                | Nacionalidade | #1     | #2   | #3   | #4   | #5   | #6   | Resultados | Notas |
| ----------------- | --------------------- | ------------- | ------ | ---- | ---- | ---- | ---- | ---- | ---------- | ----- |
| Medalha de ouro   | Ivana Vuleta          | Sérvia        | 7.06   | 6.98 | x    | x    | x    | –    | 7.06       | =     |
| Medalha de prata  | Malaika Mihambo       | Alemanha      | 6.71   | 7.03 | 6.86 | 6.95 | x    | 6.99 | 7.03       |       |
| Medalha de bronze | Jazmin Sawyers        | Reino Unido   | 6.69 w | 6.52 | 6.37 | x    | x    | 6.80 | 6.80       |       |
| 4                 | Maryna Bekh-Romanchuk | Ucrânia       | 6.70   | 6.62 | 6.76 | x    | 6.74 | x    | 6.76       |       |
| 5                 | Larissa Iapichino     | Itália        | 6.53   | x    | x    | 6.60 | 6.62 | 6.28 | 6.62       |       |
| 6                 | Khaddi Sagnia         | Suécia        | x      | 6.26 | 6.47 | 6.55 | 6.61 | 6.51 | 6.61       |       |
| 7                 | Milica Gardašević     | Sérvia        | x      | 6.52 | 5.22 | x    | x    | x    | 6.52       |       |
| 8                 | Yanis David           | França        | 6.43   | 6.38 | 6.38 | 6.38 | 6.49 | 6.51 | 6.51       |       |
| 9                 | Merle Homeier         | Alemanha      | x      | 6.42 | 6.31 |      |      |      | 6.42       |       |
| 10                | Jahisha Thomas        | Reino Unido   | 6.37   | 6.35 | x    |      |      |      | 6.37       |       |
| 11                | Alina Rotaru          | Roménia       | 6.26   | 6.23 | 6.07 |      |      |      | 6.26       |       |
| 12                | Filippa Fotopoulou    | Chipre        | x      | 6.10 | 6.26 |      |      |      | 6.26       |       |

Legenda
| Recorde mundial       | Recorde mundial (World record)               |                       | Recorde africano                      | Recorde africano (African) |                                           | Q | Classificado por posição (Qualified) |
| Recorde do campeonato | Recorde do campeonato (Championship record)  | Recorde da América    | Recorde da América (Americas)         | q                          | Classificado por melhor tempo (Qualified) |   |                                      |
| Melhor marca do ano   | Melhor marca do ano (World leading)          | Recorde asiático      | Recorde asiático (Asian)              | DNS                        | Não largou (Did not start)                |   |                                      |
| Recorde nacional      | Recorde nacional (National record)           | Recorde europeu       | Recorde europeu (European)            | DNF                        | Não terminou (Did not finish)             |   |                                      |
| Recorde pessoal       | Recorde pessoal do atleta (Personal best)    | Recorde da Oceania    | Recorde da Oceania (Oceania)          | DSQ / DQ                   | Desclassificado (Disqualified)            |   |                                      |
| Recorde da temporada  | Recorde da temporada do atleta (Season best) | Recorde sul-americano | Recorde sul-americano (South America) | NM                         | Sem marca (No mark)                       |   |                                      |